# 深圳特区报业大厦
深圳特区报业大厦是位于中国深圳福田区的一座262米高的摩天大楼，大楼于1998年竣工，内部47层，地下3层，目前为深圳报业集团的办公大楼。大楼毗邻深南大道，在世纪之交，曾是深圳的标志性建筑之一。

## 外部連結
- SkyscraperPage.com's entry （页面存档备份，存于）
- Emporis.com （页面存档备份，存于） - Building ID 121573

22°32′37.2″N 114°02′25.7″E / 22.543667°N 114.040472°E